# Žížala hnojní

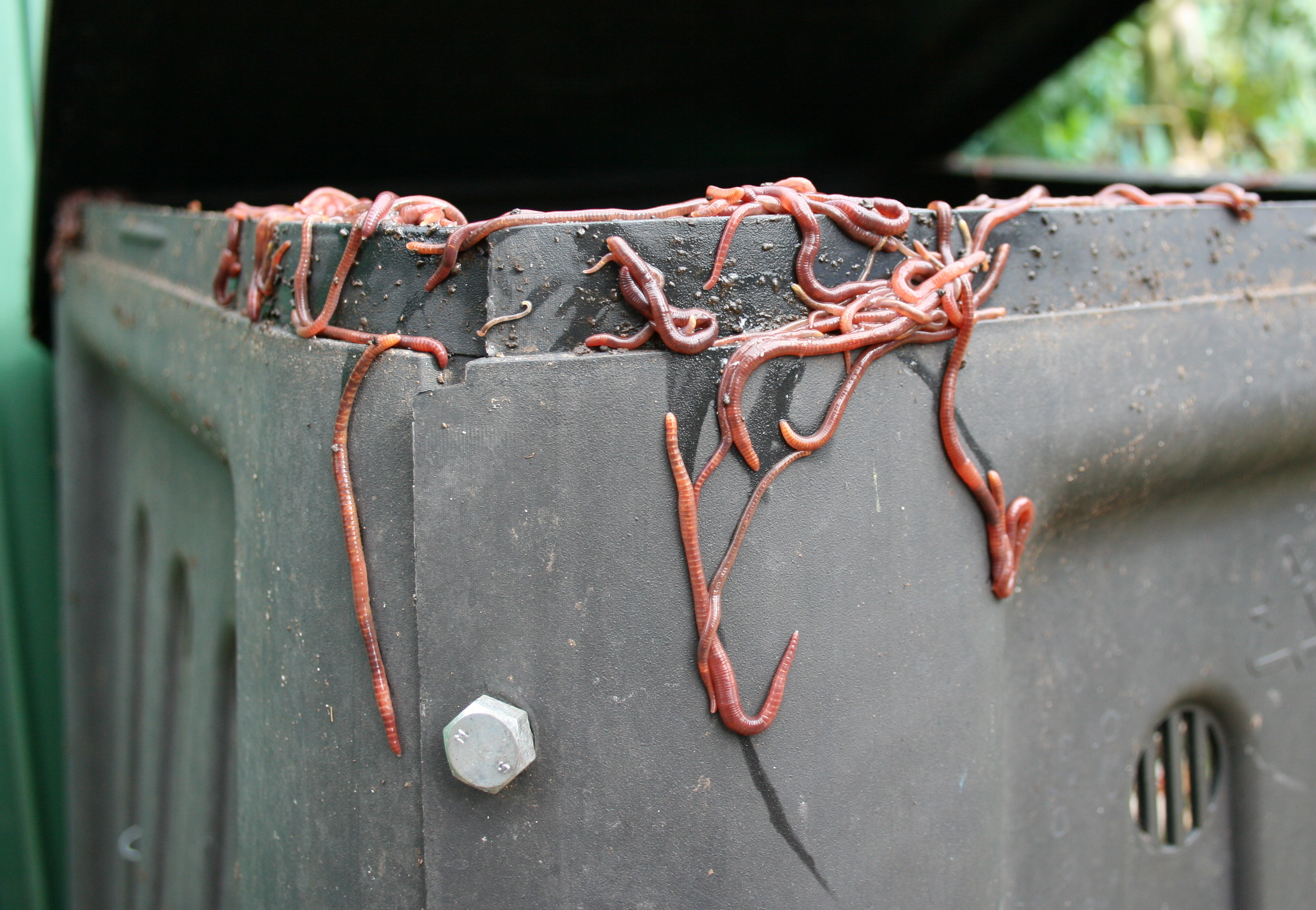
Žížaly hnojní na okraji kompostovací nádoby

Žížala hnojní (Eisenia fetida) je kroužkovec specializující se na dekompozici organického odpadu.

## Popis
Délka těla je 50–150 mm. Zbarvení je „tygrované“. Prostomium je epilobické.

## Výskyt
Přirozeným biotopem jsou silně zamokřené půdy v listnatých i jehličnatých lesích. Daří se jí v hnijící vegetaci, kompostu nebo hnoji. V půdě se vyskytují výjimečně, vyhledávají podmínky, v kterých ostatní žížaly nedokáží přežít.

## Rozšíření
Žížala hnojní je původně palearktický druh, dnes žije na všech kontinentech kromě Antarktidy.

## Potrava
Potravu tvoří rostlinné zbytky a zbytky živočišného původu.[zdroj⁠?!]

## Význam
Žížala hnojní je vedle Eisenia andrei nejčastěji chovaný druh ve vermikulturách. Používána je nejen k zvětšení kvality hnojiv, ale i pro rybolov. Z rybářského hlediska se v ČR nejvíce hodí pro lov těchto druhů: lín, kapr, karas, okoun, candát, sumec ve velkém množství, parma, ostroretka, jelec, štika, ale i lososovité ryby.